# Ommatius destitutus
Ommatius destitutus là một loài ruồi trong họ Asilidae. Ommatius destitutus được Scarbrough miêu tả năm 2002. Loài này phân bố ở vùng Tân nhiệt đới.